# 渡辺雅彦
渡辺 雅彦（わたなべ まさひこ、1954年4月23日 - ）は、元テレビ静岡の男性アナウンサー、テレビプロデューサーである。

## 来歴・人物
東京都大田区出身。血液型はA型。
立教大学卒業後、1977年テレビ静岡に入社。
スポーツアナウンサーとして活躍し、特にサッカー中継はJリーグ創設当時から清水エスパルス戦を中心に全国ネットでも活躍した。
2005年からはプロデューサーとして、年1回テレビ静岡発全国ネットのサッカードキュメンタリー番組（『日本サッカー再生計画』など）を制作している。また、テレビ寺子屋のプロデューサーを担当している。
趣味はピアノの弾き語り、特技は料理。

## 担当番組

### アナウンサー
- サッカー中継（清水エスパルス戦ほか）
- 富士登山駅伝
- FNNテレビ静岡スーパータイム（スポーツコーナー）
- FNNテレビ静岡ザ・ヒューマン
- FNNテレビ静岡ニュース

### プロデューサー
- テレビ寺子屋